# AK Opatija
Autoklub Opatija, hrvatski automobilistički klub iz Opatije. Sjedište je u Nazorovoj 2. Uspješni članovi iz kluba su Dorjan Kljun, Mladen Sigurnjak i dr.

## Vanjske poveznice
- AK Opatija
- PodUckun.net AK Opatija: Počela sezona PH u autoslalom vožnjama